# Widdelswehr
Widdelswehr ist ein Stadtteil im Osten Emdens zwischen dem Ems-Seitenkanal und der Ems. Die Stadtverwaltung rechnet auch Jarßum statistisch zu Widdelswehr. Der Ort war im Mittelalter ein Häuptlingssitz und wurde 1972 nach Emden eingemeindet. Widdelswehr hat (inklusive Jarßum) derzeit 1159 Einwohner (31. März 2009).

## Name

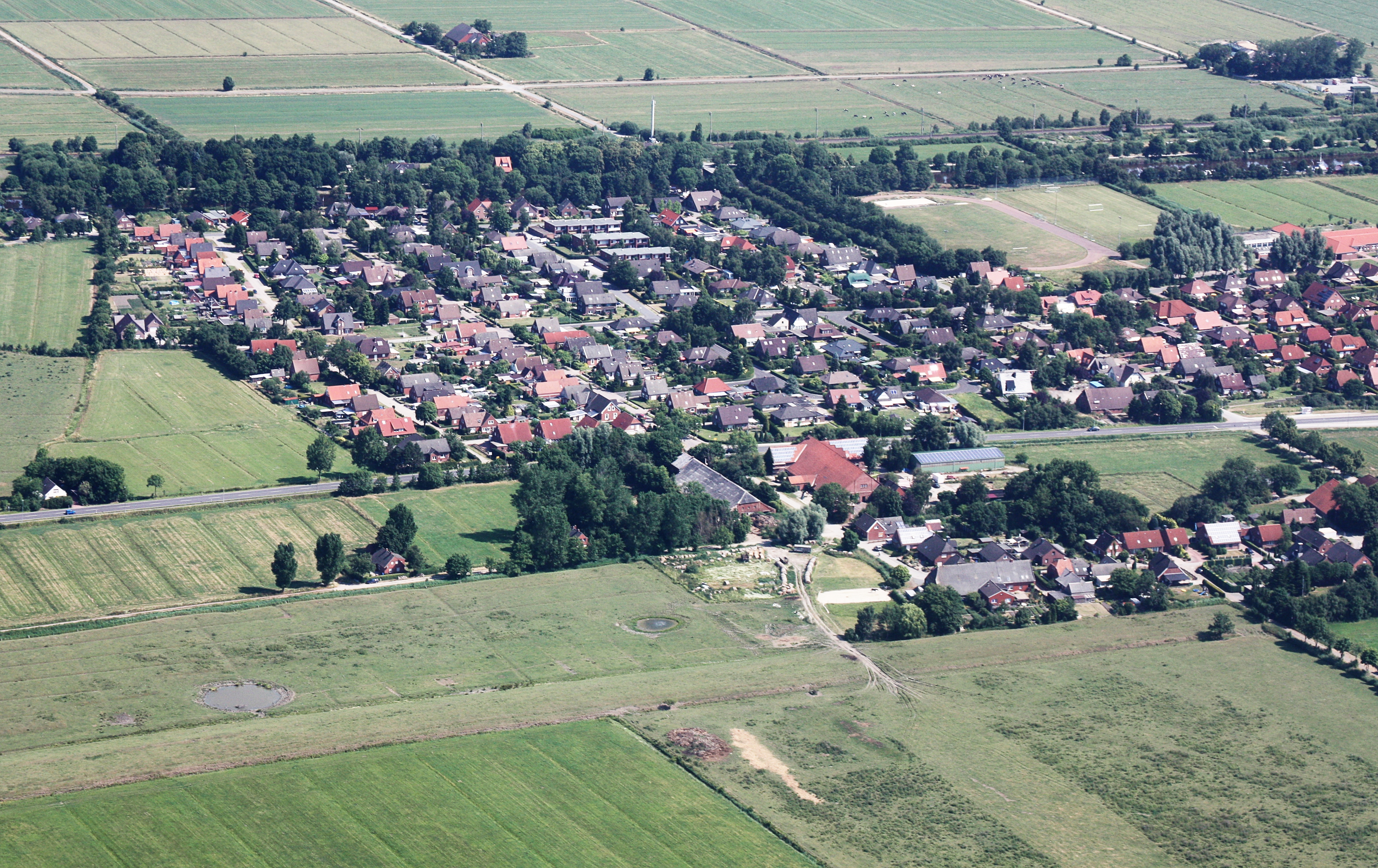
Widdelswehr

Der Name des Ortes ist vermutlich eine Zusammensetzung aus einem Rufnamen wie Wigold, der durch Metathese oder Assimilation zu Widdel(s)- wurde, sowie dem Wort -wehr, das mit Warf vergleichbar ist.

## Geschichte
Widdelswehr war im Hochmittelalter eine eigenständige Herrlichkeit der Häuptlingsfamilie Synadisna, die zeitweise auch Jarßum in ihrem Besitz hatten. Eine Burg als Herrschaftssitz erscheint erstmals 1461 in den Quellen. Später ging die Herrlichkeit in den Besitz des Uttumer Häuptlings Garrelt Frese über, der sie seinem Vetter Claas Frese in Hinte vermachte. Wegen der hohen Verschuldung Freses ging die Herrlichkeit an seien Gläubiger, den ostfriesischen Amtmann Bonno Uden, über. Von diesem erwarb die Stadt Emden die Herrlichkeit Widdelswehr und Jarßum im Jahre 1629, zugleich mit Borssum. Der Emder Magistrat sicherte sich damit das Gebiet östlich der Stadt und wollte dem ostfriesischen Grafenhaus Cirksena zuvorkommen, mit dem die Stadt seinerzeit im Streit lag. Widdelswehr und Jarßum wurden aber nicht in das Stadtgebiet inkorporiert, sondern bleiben offiziell selbstständig. Die Verwaltung übernahm ein von den Emder Stadtoberen bestellter Amtmann.
Ab 1885 gehörte Widdelswehr zum neu geschaffenen Landkreis Emden und nach dessen Auflösung 1932 zum Landkreis Leer. Bereits 1929 wurden die beiden Nachbarorte Widdelswehr und Jarßum zur Gemeinde Widdelswehr vereinigt, was nicht ohne Spannungen blieb. Bei der Niedersächsischen Kommunalreform 1972 wurde Widdelswehr in die Stadt Emden eingemeindet. Bis 2001 gab es einen eigenen Ortsvorsteher für Widdelswehr, ehe die Stadt Emden dieses Amt aus finanziellen Gründen abschaffte.
Aufgrund der Nähe zur Hafen- und Industriestadt Emden entwickelte sich Widdelswehr bereits seit dem späten 19. Jahrhundert zu einer Arbeiterwohngemeinde. Die Bedeutung der Landwirtschaft nahm sukzessive ab. Der Anteil der Auspendler betrug 1950 bereits 46,5 Prozent und nahm bis 1970, also kurz vor der Eingemeindung nach Emden, auf 79,5 Prozent zu.
Nach dem Krieg nahm die Gemeinde eine größere Anzahl von Vertriebenen auf. Die Einwohnerzahl stieg daher in den Nachkriegsjahren merklich: Bis 1950 um 47,5 Prozent. Durch große, in den 1950er-Jahren angelegte Neubaugebiete verlor Widdelswehr bereits vor der Eingemeindung in die Stadt Emden viel von seinem dörflichen Charakter. Die Baugebiete waren nötig, um Wohnraum für die Vertriebenen, aber auch für viele Bürger der Stadt Emden zu schaffen, die im Zweiten Weltkrieg stark zerstört wurde.
Am 1. Juli 1972 wurde Widdelswehr in die Stadt Emden eingegliedert. Bei der Eingemeindung hatte Widdelswehr (mit Jarßum) 1034 Einwohner.

## Politik
Die einstmals landwirtschaftlich geprägte Gemeinde hatte sich bereits bis zur Weimarer Republik als Pendlergemeinde nach Emden entwickelt. Aus diesem Grunde gab es bei Wahlen in Widdelswehr stets einen starken Stimmenanteil für Arbeiterparteien. Bei den Reichstagswahlen 1920 erhielt die rechtsradikale DNVP 36,5 Prozent, die USPD 40,5 Prozent der Stimmen. Bei der Reichstagswahl 1928 verteilten sich die Stimmen für die Arbeiterparteien wie folgt: Die SPD erhielt 20,6 und die KPD erhielt 27,8 Prozent der Stimmen. Auf der anderen Seite des politischen Spektrums gewann die DNVP 16,5 Prozent. Von 1928 bis 1933 wurde der Bürgermeister, ein Betriebsleiter, von SPD und KPD gemeinsam gestützt.
Nach dem Zweiten Weltkrieg war Widdelswehr stets eine Domäne der SPD. Bei der Bundestagswahl 1949 erhielt sie mehr als 40 Prozent der Stimmen, während die CDU unter 20 Prozent blieb. Eine absolute Mehrheit ergab sich für die Sozialdemokraten auch bei den folgenden Wahlen, wobei bei der „Willy-Brandt-Wahl“ 1972 sogar mehr als 70 Prozent der Wähler der SPD ihre Stimme gaben. An der Dominanz der SPD änderte sich auch in den folgenden Jahrzehnten nichts.

## Wirtschaft und Infrastruktur
Durch Widdelswehr verläuft die niedersächsische Landesstraße 2 (Pewsum–Emden–Neermoor). Dabei handelt es sich um die in ihrem Emder Abschnitt inzwischen entwidmete ehemalige Bundesstraße 70, die vom Niederrhein nach Norddeich führte. Nach dem Bau der Bundesautobahn 31 wurde die Bundesstraße zu einer Landesstraße herabgestuft. Darüber hinaus liegt Widdelswehr an der Ems und am Ems-Seitenkanal, verfügt jedoch an beiden Gewässern nicht über einen Hafen oder eine Marina. Die Hannoversche Westbahn wurde in diesem Abschnitt in den 1850er-Jahren gebaut. Widdelswehr erhielt dabei einen kleinen Bahnhof, der bis ins 20. Jahrhundert erhalten blieb.
Der öffentliche Nahverkehr wird durch die Linien 6 und 16 des städtischen Tochterunternehmens Stadtverkehr Emden sichergestellt. Die Linien führen mit größtenteils identischer Linienführung von Petkum über Widdelswehr und Borssum bis zum Emder Hauptbahnhof. Darüber hinaus verkehrt eine Linie der Bahn-Tochtergesellschaft Weser-Ems-Bus vom Emder Hauptbahnhof über Widdelswehr, Oldersum und Neermoor nach Leer.

## Gewässer
Widdelswehr liegt unmittelbar an der Ems. Nördlich des Ortskerns fließt zudem der 1894–1897 erbaute Ems-Seitenkanal entlang. Weiter nördlich in der Widdelswehrster Gemarkung und in etwa parallel zum Ems-Seitenkanal fließt das Fehntjer Tief. Es handelt sich auf diesem Abschnitt um eine im 17. Jahrhundert angelegte, künstliche Erweiterung der Flumm, eines natürlichen Flüsschens in der Gemeinde Großefehn. Nach Anlegung des Westgroßefehns durch Emder Bürger im Jahre 1633 wurde die Flumm, die bis dahin in Richtung Oldersum floss, durch einen Kanal ergänzt, der sie direkt mit Emden verband. Von einer Stelle wenige Kilometer nördlich von Oldersum (beim Hof Monnikeborgum) wurde das Tief durch Ausheben künstlich in Richtung Westen, also Emden, verlängert. Dies geschah, um den Abtransport des Torfs aus den Fehnen nach Emden zu verbessern. Zwischen Petkum und Herrentor hieß das neu gegrabene Tief zunächst Sägemüllers Tief und zwischen Petkum und Oldersum Grove (von graben), später dann im Zuge einer Vereinheitlichung des Gewässernamens einfach Fehntjer Tief.